# Cogne
Cogne (italienskt uttal: [ˈkɔɲɲe], franskt uttal: [kɔɲ] är en ort och kommun i Aostadalen i Italien. Kommunen hade 1 370 invånare (2017) och har italienska och franska som officiella språk. Cogne är en vintersportort.